# Cabestany (Montoliu de Segarra)
Cabestany és un poble de 24 habitants pertanyent al municipi de Montoliu de Segarra (Segarra). Està situat al sector meridional del terme, als altiplans que separen les valls dels rius Cercavins i Corb.
L'actual poble forma un grup de poques cases. L'església de Sant Joan, sufragània de Santa Maria de la Guàrdia Lada, conserva molts dels seus trets romànics, però ha estat reformada posteriorment. En els carrers es veuen arcs i altres elements de pedra medievals.
Esmentat des del segle xi en el conveni d'Hug Dalmau i Guifré Bonfill, fou donat o venut a la segona meitat del segle xiii als hospitalers, que fins al segle següent no disposaren de la castlania. Amb la torre d'Albió de Llorac formava part de la comanda de Vallfogona de Riucorb el 1371. El 1406 passà a formar una comanda amb la Guàrdia Lada, i depengueren després de la d'Espluga de Francolí (consta així encara el 1752 i el 1831).